# عبد الله الشباط
عبد الله بن أحمد الشباط (1933- 2017)، كاتب وصحفي مخضرم وباحث سعودي، من رموز الإعلام والثقافة في السعودية، ومن رواد صحافة الأفراد في المنطقة الشرقية، وهو أول من أدخل الطباعة إلى المنطقة، أصدر صحيفة الخليج العربي، كما أصدر مع عبد الله بن خميس مجلة (هجر) التي طبعت في بيروت، وساهم في تأسيس أول مكتبة عامة في القطيف، وقد حاز وسام الملك عبد العزيز من الدرجة الأولى في مهرجان الجنادرية 2014، وحصل على الجائزة التقديرية للرواد من دارة الملك عبد العزيز، وإلى جانب إسهاماته الصحفية كان يعمل بصفته متعاونًا مع الإذاعة السعودية، وعضوًا في الجمعية العربية السعودية للثقافة والفنون، وعضوًا في نادي المنطقة الشرقية الأدبي، أصدر نحو 9 مؤلفات منها كتاب (الأحساء.. أدبها وأدباؤها المعاصرون).

## مؤلفاته
- أبو العتاهية، جمعية الثقافة والفنون، الدمام، 1405هـ/1985م.
- أدباء من الخليج العربي، الدار الوطنية الجديدة، الخبر، 1406هـ/1986م.
- الخبر عروس الشرقية، الرئاسة العامة لرعاية الشباب 1408هـ/1988م.
- حمدونة: قصص، نادي جازان الأدبي، جازان، 1408هـ/1988م.
- أحاديث بلدتي القديمة، الدار الوطنية الجديدة، الخبر، 1408هـ/1988م.
- شاعر الخليج: صفحات مجهولة من أدب شاعر الخليج خالد الفرج، نادي المدينة المنورة الأدبي، المدينة المنورة، 1408هـ/1988م.
- صفحات من تاريخ الأحساء،، الدار الوطنية الجديدة، الخبر، 1409هـ/1989م.
- الفقيه الشاعر عبد الله بن علي ى ل عبد القادر، نادي مكة الأدبي الثقافي، مكة المكرمة، 1410هـ/1990م.
- الأحساء أدبها وأدباؤها المعاصرون، الدار الوطنية الجدية، الخبر، د.ت.
- هجر واحة الشعر والنخيل، الدار الوطنية الجديدة، 1420هـ/1999م.[11]